# Urs Egg
Urs Egg (* 1748 in Oberbuchsiten; † 1831 in London) war ein Schweizer bzw. englischer Büchsenmacher, der in England als Durs Egg bekannt ist.

## Leben
Urs Egg wurde in eine Solothurner Büchsenmacherdynastie hineingeboren; sowohl Urs, wie sein Bruder Jakob übernahmen den Beruf des Vaters. Jakob fand eine Anstellung in der Festung Hüningen. Im Streit mit seinem Vater liegend, zog Urs für eine kurze Zeit zu seinem Bruder, der ihm Arbeit besorgte. Doch spätestens im Jahre 1770 befand er sich in London, wo er für den Büchsenmacher Henry Nock arbeitete. Schon 1772 machte er sich im Stadtbezirk City of Westminster als Büchsenmacher selbständig. In Zusammenarbeit mit dem britischen Offizier Patrick Ferguson entwickelte Egg die Ferguson-Büchse. Als hochqualifizierter Schweizer Büchsenmacher fertige Egg bessere gezogene Läufe als seine englischen Kollegen. Um 1778 verlegte Egg seine Firmensitz in den Stadtteil St. James's. Seine Reputation als Büchsenmacher wuchs, so dass er zum Hofbüchsenmacher berufen wurde. Mit 35 Jahren heiratete er Ann Mary Salomon, mit der er dann sieben Kinder hatte.
Er entwickelte, auf der Grundlage des Crespi-Systems, einen Hinterlader-Karabiner.
Am 29. August 1791 nahm Egg die britische Staatsbürgerschaft an. Der Hintergrund waren wachsende Spannungen zwischen England und Frankreich und weil die Schweiz in den französischen Einflussbereich kam (Helvetische Republik). Für die darauffolgenden Koalitionskriegen produzierte Egg, in Zusammenarbeit mit Nock, verschiedene Gewehre und Pistolen für die Britische Armee und die französischen Royalisten. Neben Militärwaffen wurden Duellpistolen, Jagdwaffen aber auch Luftgewehre weitere von Egg in grosser Zahl produziert. Durch seine Waffenverkäufe zu Reichtum gekommen, investierte Egg in Unternehmensbeteiligungen und Immobilien.
Als der Schweizer Erfinder Samuel Johann Pauli  1814 nach England kam, machte er mit Egg Bekanntschaft. Zwar kam es zwischen den beiden auf dem Gebiet der Waffentechnik zu keiner Kooperation, jedoch gab Egg eine grössere Geldsumme für den Bau eines Luftschiffes. Ein Patent (Nr. 3909 aus dem Jahr 1815) wurde auf beide Namen ausgestellt. Schon zu dieser Zeit war der Umgang mit Egg schwierig, weil er sich mit seiner Umgebung zu zerstreiten begann. Der Bau des Luftschiffs Dolhpin zog sich bereits zwei Jahre hin und bereitete weiterhin Probleme. Als die Koalitionskriege im Juli 1815 endeten, brachen Eggs Einnahmen durch Waffenverkäufe ein. Verärgert über die Verzögerungen beim Luftschiff, liess Egg die Arbeiten einstellen und klagte gegen Pauli vor Gericht. Parallel zu seiner Streitsucht verschlechterte sich Eggs Sehfähigkeit. Ab 1822 war er blind. Immer mehr zertritt er sich mit seiner Familie und Geschäftspartnern, man vermutet ein organisches Leiden als Ursache für sein Verhalten, bis er im Jahre 1831 verstarb.
John Egg, der Sohn von Urs Egg, führte das Geschäft des Vaters fort, hatte allerdings nicht das Talent seines Vaters. Deutlich erfolgreicher hingegen war Urs Eggs Neffe, Joseph Egg.

## Trivia
Eines seiner Duellpistolenpaare hat literarischen Eingang gefunden im Lovejoy-Kriminalroman "The Judas Pair" von Jonathan Gash.